# Olmillos de Castro
Olmillos de Castro ist ein nordwestspanischer Ort und eine Gemeinde (municipio) mit nur noch 193 Einwohnern (Stand: 2024) im Süden der Provinz Zamora in der Autonomen Gemeinschaft Kastilien-León. Neben dem gleichnamigen Hauptort Olmillos de Castro besteht die Gemeinde aus den Ortschaften Marquiz de Alba, Navianos de Alba und San Martín de Tábara.

## Lage und Klima
Olmillos de Castro liegt am westlichen Rand der Kastilischen Hochebene (Meseta Iberica) in einer Höhe von ca. 765 m. Die Provinzhauptstadt Zamora ist gut 30 km (Fahrtstrecke) in südöstlicher Richtung entfernt. Das gemäßigte Kontinentalklima wird nur selten vom Atlantik beeinflusst; Regen (539 mm/Jahr) fällt vorwiegend im Winterhalbjahr.

## Bevölkerungsentwicklung
| Jahr      | 1970 | 1981 | 1991 | 2001 | 2011 | 2021 |
| Einwohner | 988  | 775  | 516  | 409  | 295  | 208  |

## Sehenswürdigkeiten
- Marinenkirche (Iglesia de Santa Marina) in Olmillos de Castro
- Martinskirche in San Martín de Tábara
- Marienkirche in Navainos de Alba
- Markuskirche in Marquiz de Alba

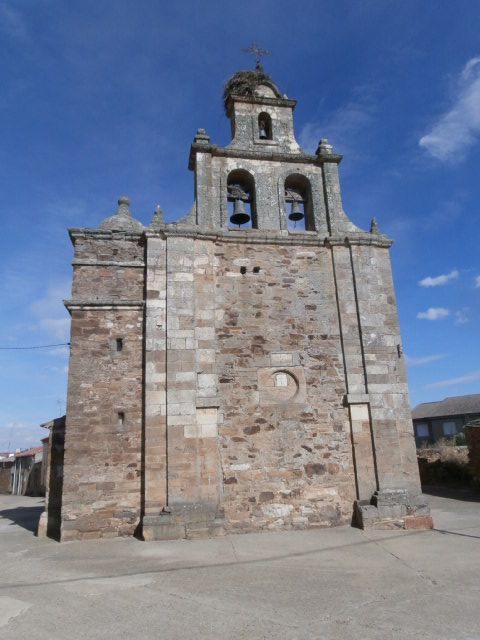
Marinenkirche
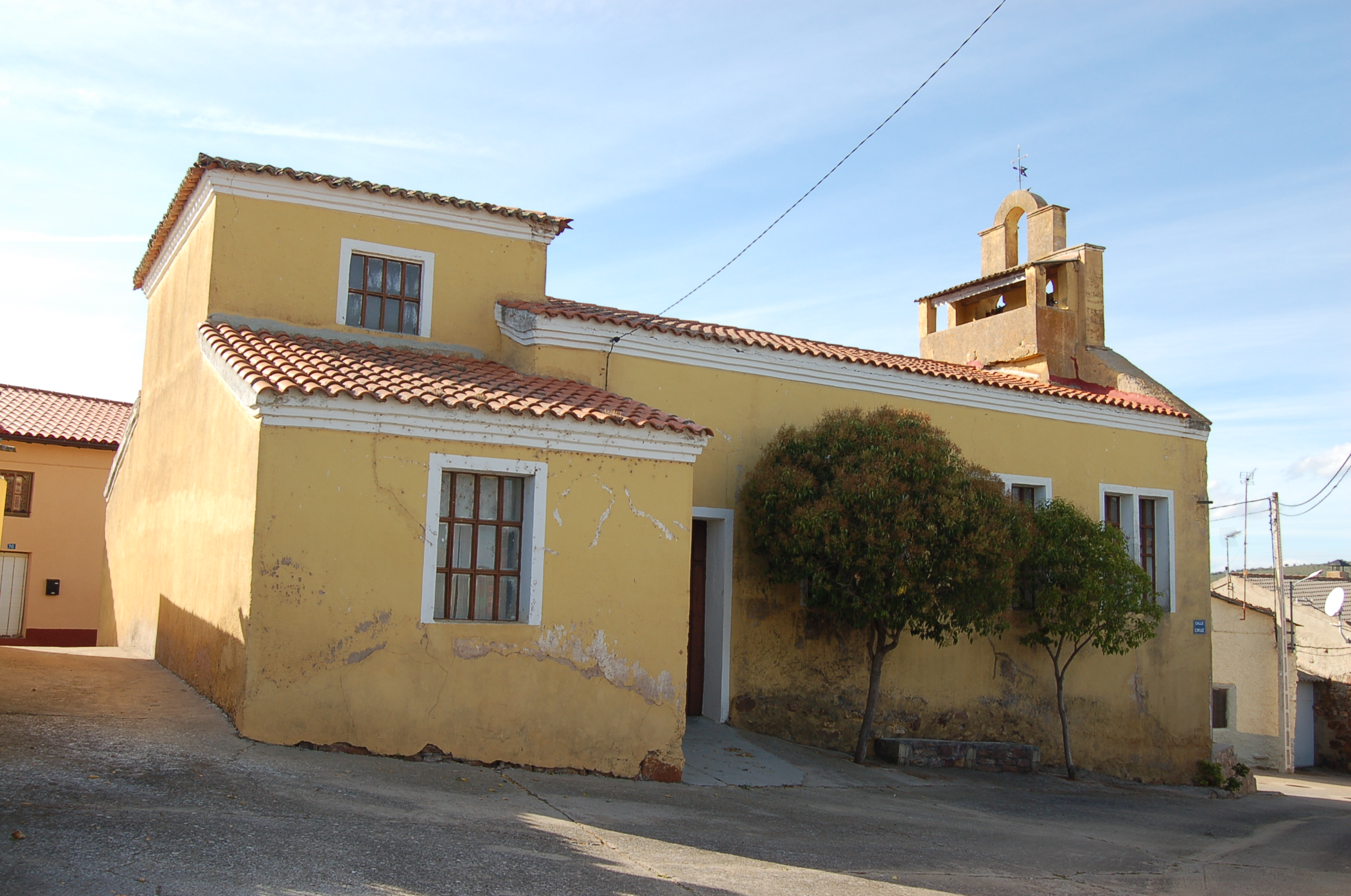
Marienkirche
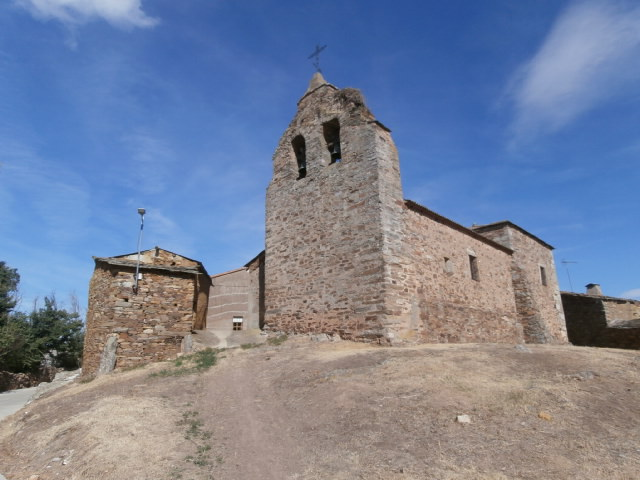
Markuskirche

## Persönlichkeiten
- Francisco Manuel Blanco (1778–1845), Augustinermönch und Botaniker